# Joaquim Balet Portabella
Joaquim Balet Portabella (Barcelona, 18 de novembre de 1928 - Barcelona, 10 de febrer de 2021) fou un pelotari català, especialitzat en la modalitat de cesta-punta.
Membre del Club Vasconia, es proclamà campió de Catalunya en quatre ocasions (1949-52) i en cinc d'Espanya (1952-53, 1955-56 i 1958). Juntament amb el seu germà, Manuel Balet, guanyà la medalla d'or als Campionats del Món de 1952, celebrats a Sant Sebastià. Entre d'altres distincions, rebé la medalla de menció al Mèrit Esportiu de la Diputació de Barcelona el gener de 1953.